# Franz Kobell
Pour les articles homonymes, voir Franz von Kobell et Kobell.

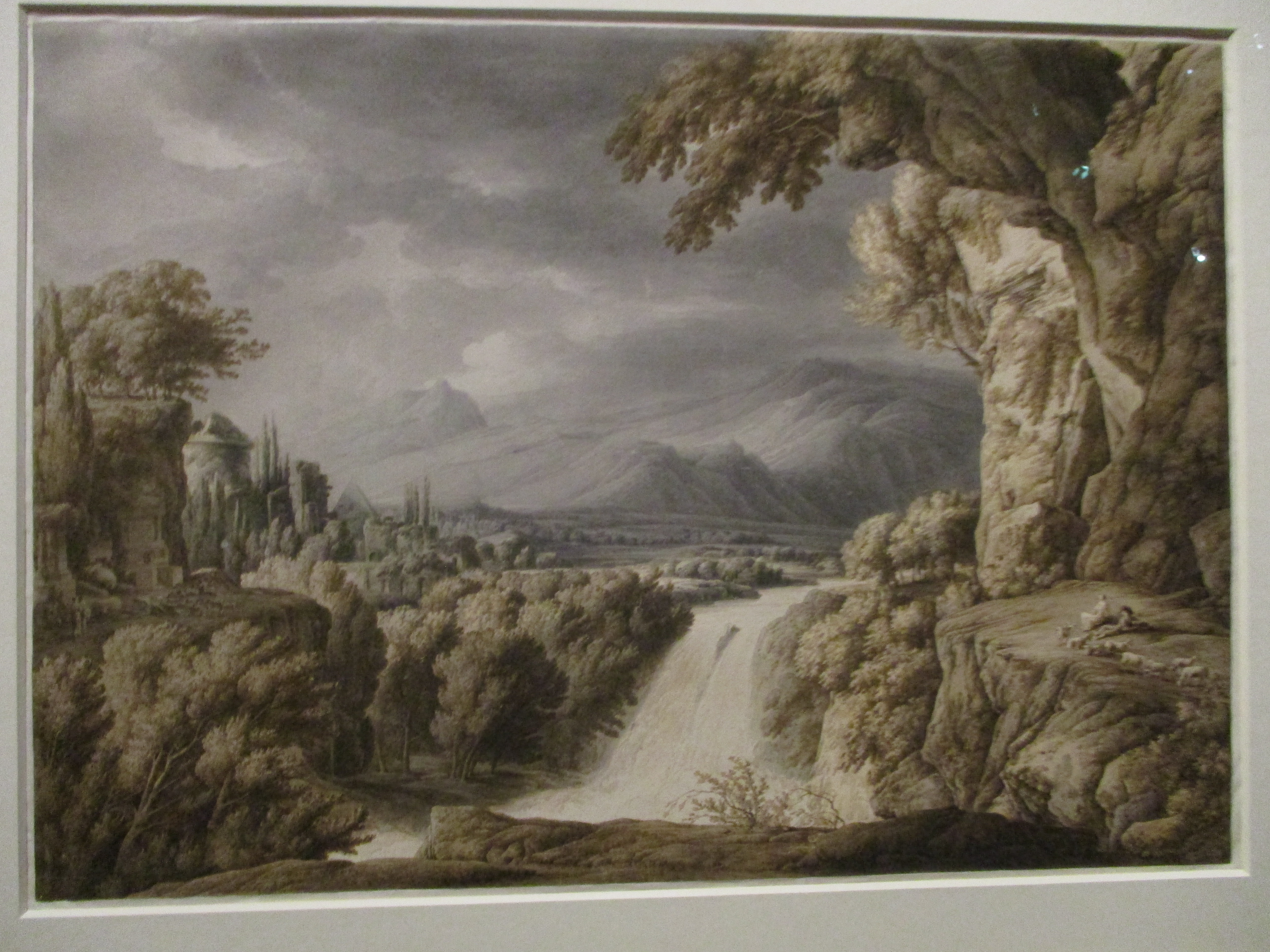
Paysage avec cascade, Kunstsammlungen zu Weimar.

Franz Innocenz Josef Kobell, né le 23 novembre 1749 à Mannheim et mort le 14 janvier 1822 à Munich, est un dessinateur, graveur et peintre romantique bavarois.

## Biographie
Après un apprentissage dans le négoce à Mayence, Kobell adolescent retourne en 1762 à Mannheim. Son frère aîné Ferdinand l'encourage dans le dessin. Il entre alors à l'académie de dessin de Mannheim. L'électeur Charles-Théodore lui octroie ensuite une bourse pour faire son Grand Tour en Italie. Il y demeure de 1779 à 1784. Il se rend à Rome avec le peintre Friedrich Müller et le sculpteur Alexander Trippel (de), mais c'est surtout sa rencontre avec Goethe qui le marque profondément. Il lui laisse d'ailleurs un grand nombre de dessins.
Il retourne en Allemagne en 1784 et s'installe à Munich en 1785. Charles-Théodore le nomme peintre de cour. S'inspirant dans une veine romantique et tourmentée de Claude Lorrain et Nicolas Poussin, il dessine des paysages idéalisés et de grandioses compositions architectoniques. Il laisse plus de vingt mille dessins, la plupart à la plume et aussi en gravure.